# Thap Sakae (huyện)
Thap Sakae (tiếng Thái: ทับสะแก) là một huyện (amphoe) ở phía nam của tỉnh Prachuap Khiri Khan, miền trung Thái Lan.

## Lịch sử
Khu vực Thap Sakae đã được tách ra từ Mueang Prachuap Khiri Khan và huyện Bang Saphan. Cư dân di cư tới đây là lập 3 làng Huai Yang, Ang Thong và Thap Sakae. Khi 3 làng này đông đúc hơn, chính quyền đã quyết định lập tiểu huyện (king amphoe) vào năm 1938. Đơn vị này đã được chính thức nâng thành huyện ngày 23 tháng 7 năm 1958.

## Địa lý
Các huyện giáp ranh là Mueang Prachuap Khiri Khan về phía bắc và Bang Saphan về phía nam. Về phía tây là vùng Tanintharyi của Myanmar, về phía đông là vịnh Thái Lan.

## Hành chính
Huyện này được chia ra thành 6 phó huyện (tambon), các đơn vị này lại được chia thành 65 làng (muban). Thap Sakae là thị trấn (thesaban tambon), nằm trên một phần của tambon Thap Sakae. Có 6 Tổ chức hành chính tambon.
| STT. | Tên         | Tên Thái | Số làng |  |
| ---- | ----------- | -------- | ------- |  |
| 1.   | Thap Sakae  | ทับสะแก   | 11      |  |
| 2.   | Ang Thong   | อ่างทอง   | 11      |  |
| 3.   | Na Hu Kwang | นาหูกวาง  | 13      |  |
| 4.   | Khao Lan    | เขาล้าน   | 11      |  |
| 5.   | Huai Yang   | ห้วยยาง   | 13      |  |
| 6.   | Saeng Arun  | แสงอรุณ   | 6       |  |